# Bucerdea Grânoasă
Bucerdea Grânoasă é uma comuna romena localizada no distrito de Alba, na região histórica da Transilvânia. A comuna possui uma área de 43.00 km² e sua população era de 2380 habitantes segundo o censo de 2007.